# Hvammsfjörður
De Hvammsfjörður (Valleifjord) is een fjord in het westen van IJsland. De Hvammsfjörður maakt deel uit van de grotere Breiðafjörður en ligt aan de meest oostelijke zijde daarvan. In de fjord liggen veel kleine eilandjes die de ingang min of meer deels afsluiten. De fjord is L-vormig, is ongeveer 40 kilometer lang en 9 kilometer breed. Aan de  noordzijde wordt de fjord begrensd door het schiereiland Klofningsnes of Klofningur, in het zuiden door Snæfellsnes. Het gebied behoort tot Dalabyggð, en de grootste plaats aan de fjord is Búðardalur.

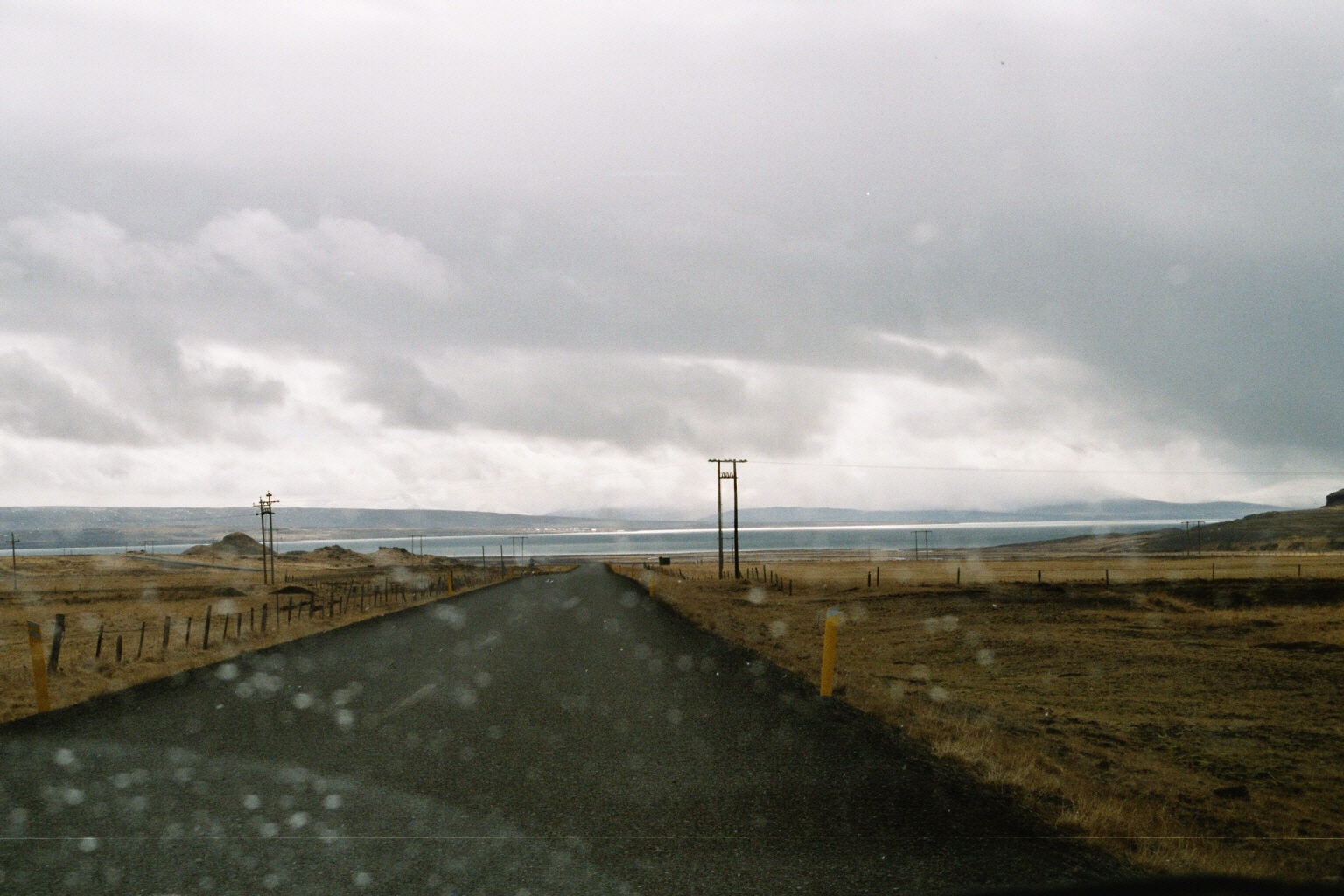
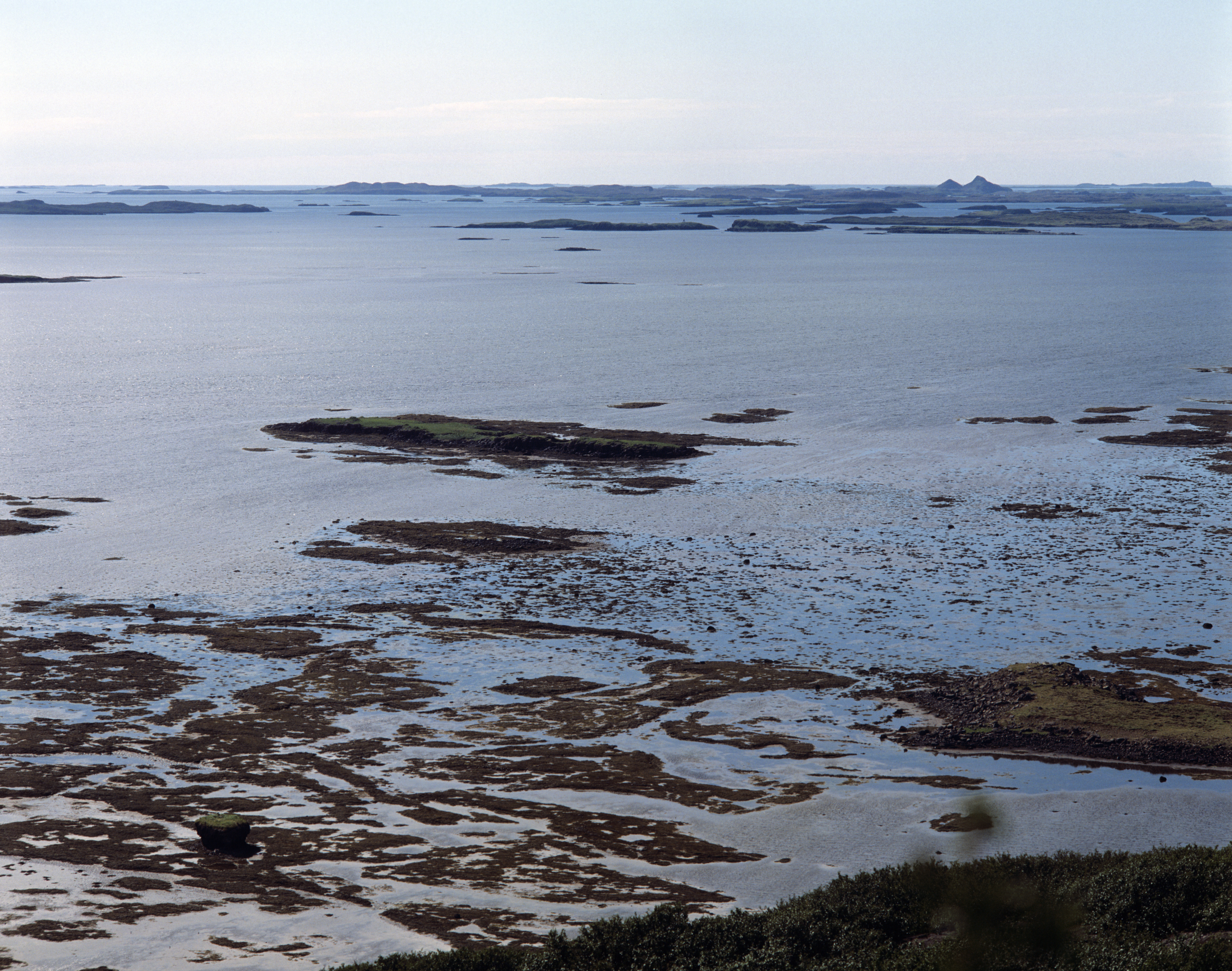
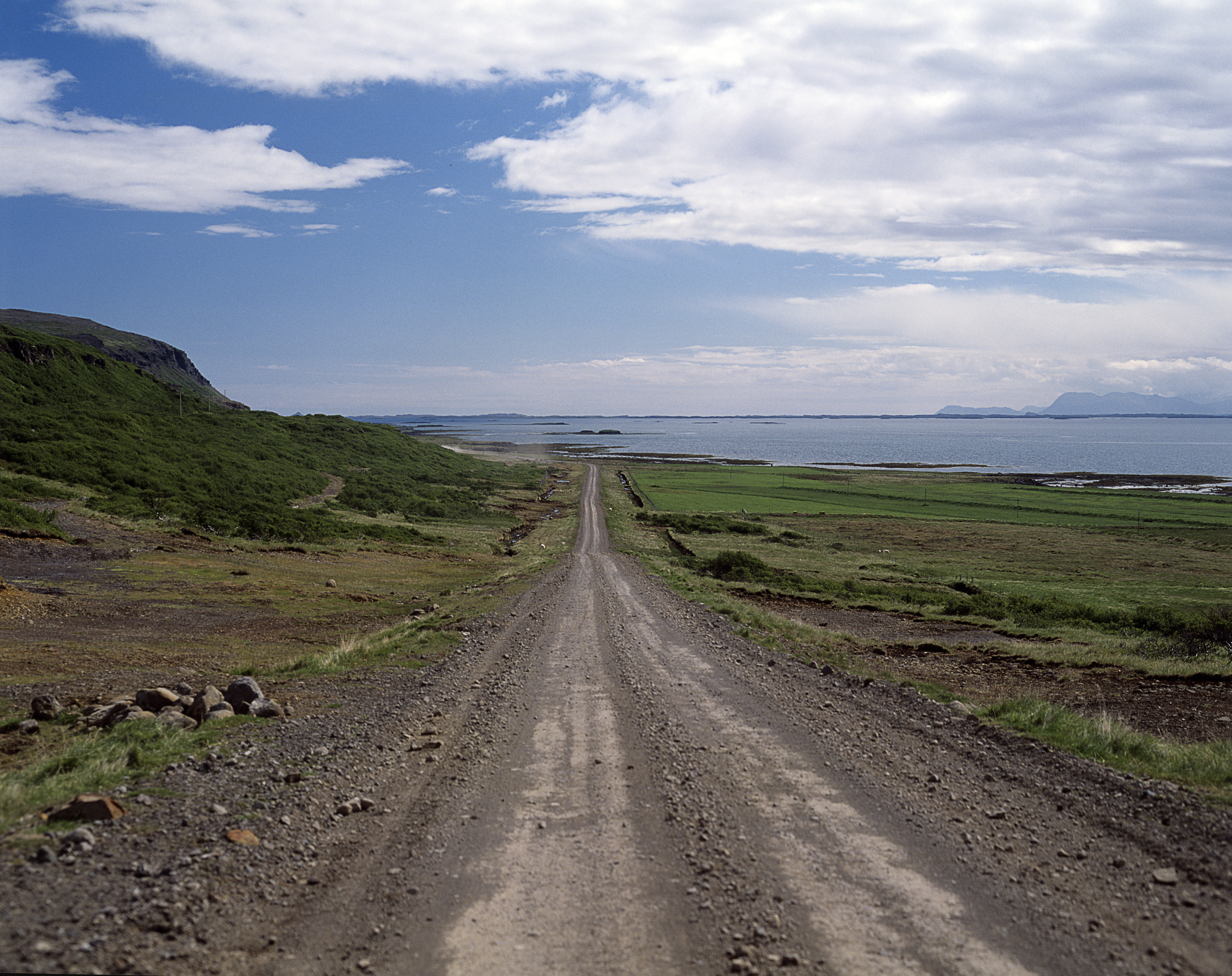